# Roznov
Roznov è una città della Romania di 9 315 abitanti, ubicata nel distretto di Neamț, nella regione storica della Moldavia. 
Fanno parte dell'area amministrativa anche le località di Chintinici e Slobozia.